# Juvigny-sur-Seulles
Juvigny-sur-Seulles es una comuna francesa situada en el departamento de Calvados, en la región de Normandía. Tiene una población estimada, en 2018, de 82 habitantes.

## Demografía
| 61 | 61 | 61 | 50 | 51 | 55 | 82 |
| Para los censos de 1962 a 1999 la población legal corresponde a la población sin duplicidades (Fuente: INSEE [Consultar]) |    |    |    |    |    |    |